# Tanacetum canescens
Tanacetum canescens — вид рослин з роду пижмо (Tanacetum) й родини айстрових (Asteraceae); поширений у Західній Азії. Етимологія: лат. canescens — «сивуватий».

## Опис
Прикореневі листки в контурі лінійно-ланцетоподібні, волосисті, 2-перисторозсічені, кінцеві сегменти зворотно-ланцетні. Загальне суцвіття (щиток) складається з 3–10 квіткових голів, які 6–7 мм ушир. 

## Середовище проживання
Поширений у Західній Азії: східна Туреччина, Іран, Вірменія, Азербайджан.